# هاربي (أسطورة)

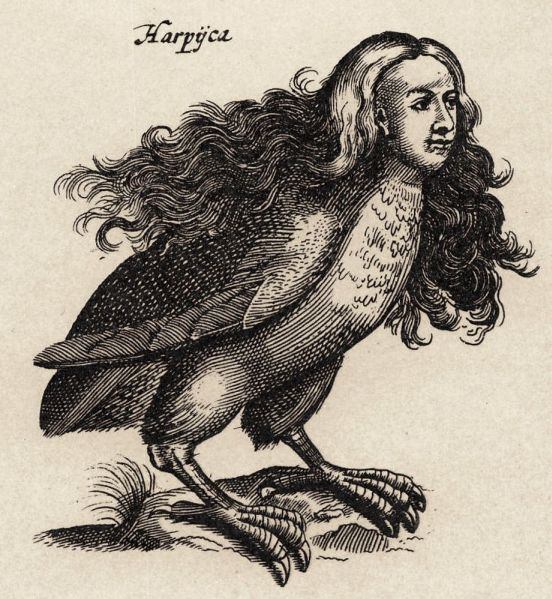
A harpy in أوليسي ألدروفاندي's Monstrorum Historia, Bologna, 1642

الهَارْبيات مفردها الهاربي (أو الهَربيّات مفرده الهربيّ) (باليونانية: ἅρπυια) (باللاتينية: harpȳia) في الأساطير الإغريقية الرومانية، وحوش مجنحة خبيثه نصفها امرأة والنصف الآخر طائر.وكانت الهاربيات سيئة السمعة بسبب شرهها ورائحتها البغيضة.وقد أرسلتها الآلهة عقابًا لمضايقة فينوس الأعمى، فمتى وضعت وجبة أمامه، هبطوا من الجو وحملوها.ويضيف الكتاب في وقت لاحق، أنها إما تلتهم الطعام، أو أنها تلوثه عن طريق إسقاط مادة نتنة عليه، وذلك لجعلها غير صالحة للأكل.

## أصل الكلمة والمنشأ
كلمة «هاربي» مشتقة من “harpyia” في اللغة اليونانية ومعناها اللصوص أو (الذي يسرق/يخطف) والقصص تصور الهاربي كمخلوقات خبيثة تسرق الطعام من ضحاياها وهذا هو السبب في أن أسم «هاربي» نسب إلى هذه المخلوقات الأسطورية.

## الوصف

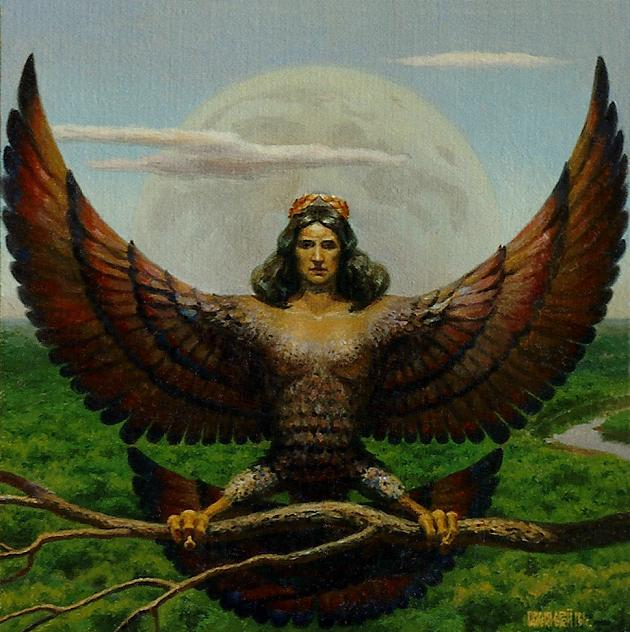
رسمة خيالية لمخلوقة الهاربي

- رسمة خيالية لمخلوقة الهاربيالهاربيات مخلوقات مثيرة للاهتمام نوعا ما في بعض الأحيان يتم تصويرها بأنها جميلة جدا، وأحيانا أخري يتم تصويرها على أنها مخلوقات قبيحة ذات أجنحة وأجسام مشوهة وبصرف النظر عن ذلك يمكن الاتفاق على شيء واحد، أن هذ المخلوقات الأسطورية إناث في شكل طائر ذو وجه إنساني ومخالب طويلة على أيديهم.
- الهاربيات كانت في الأصل أرواح الرياح المدمرة تم تجسيدها لأول مرة على أنها شابات جميلة مع أجنحة، على الرغم من أن لديهم أقدم الطيور وكان من المعروف أن لديهم مخالب حادة جدا يمكن استخدامها لمهاجمة الناس وكان لديهم أجنحة تتألف من الريش الملون بشكل جميل والعديد من هذا الريش كان يبطن بقية جسدها، ومع مرور الوقت، فإنها تطورت إلى وحوش مرعبة.
- كل من هسيود وهوميروس ذكر الهاربيات في كتاباتهم. ووفقا ل هيسيود شعرهم كان جميلا وطويلا. ووصفها الشاعر أوفيد بأنها نسور بشرية ولكن وجودها لم يقتصر علي الأدب اليوناني فقد ذكرت هذه المخلوقات أيضا في الرومانية والبيزنطية ككائنات خبيثة وقبيحة في حين كانت تصور في الغالب كنساء جميلات علي الفخار.[2]

## الهاربيات تخطف الأرواح

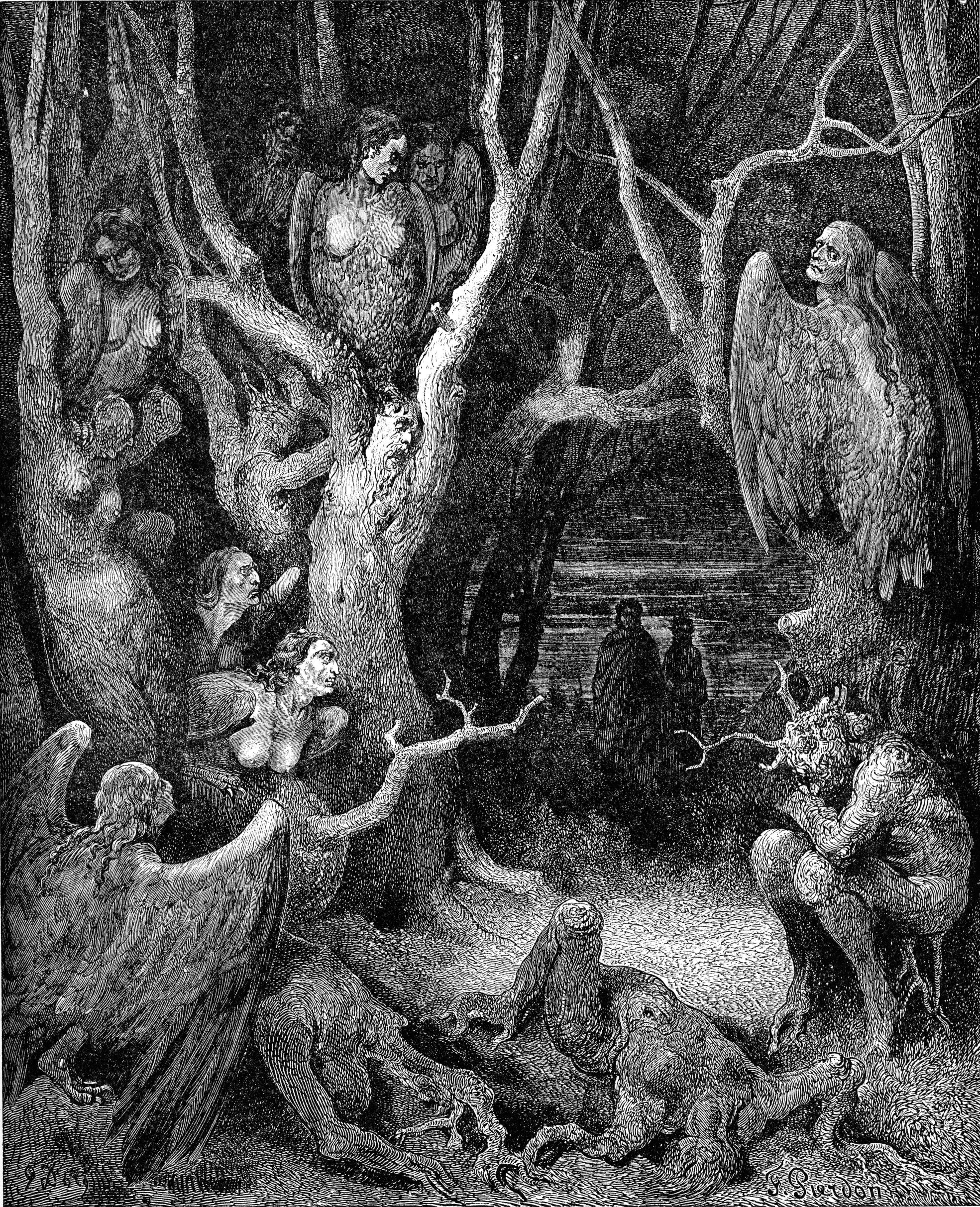
Harpies in the infernal wood, from Inferno XIII, by غوستاف دوريه, 1861

الهاربيات كانت رسل هاديس (ملك العالم السفلي) ووفقا للأسطورة، مهمتهم كانت سرقة الأطفال وأرواح الناس، ولهذا السبب كانت تصور في كثير من الأحيان في القبر تحمل روح الشخص الميت بمخالبها.

## الوظائف والمسكن
- اسمهم يعني «الخاطفين» أو «اللصوص» أو«الطماعين» وبالتالي فهو مناسب جدا للأفعال التي يقومون بها من سرقة الطعام من ضحاياهم وأحيانا خطف الضحايا أنفسهم (وخاصة أولئك الذين قتلوا أسرهم) فقد كانوا وكلاء لآلهة الأنتقام اختطفوا أشخاصا شريرة وقاموا بتعذيبهم في طريقهم إلى تارتاروس(الجحيم). وقد حملوا بنات الملك باندريوس الي (إرينيس Erinyes)(آلهة الانتقام والقصاص (إناث)) كعبيد.

وحالات الاختفاء المفاجئة والغامضة كثيرا ما تعزى إليهم ف عندما يختفي شخص فجاءة من الأرض، يقال قد حملته طيور الهاربيات.
كان يطلق علي الهاربيات (كلاب زيوس العظيمة) أي كلاب الصيد في وقت لاحق أدرج الكتاب الهاربيات بين حراس العالم السفلي جنبا إلى جنب مع المسوخ الأخرى بما في ذلك القنطور، غورغون، سيلا، هيكاتونكاريز، عدار، كِمِّير، جيريون.
- مكان سكنهم هو الجزر التي تدعى ستروفادس (مكان عند مدخل أوركوس) أو كهف في جزيرة كريت (كهف زيوس).[2]

## العائلة
وتختلف التقاليد عن النسب أيضا بالنسبة للبعض هم بنات بونتوس (أو بوسيدون)و غايا وعند البعض هم بنات إلكترا وثوماس وبالتالي شقيقات إيريس. عددهم إما اثنين، كما ذكر هيسيود وأبولودوروس، أو ثلاثة؛ ولكن أسمائهم ليست هي نفسها في جميع الكتاب «ايلو» («العاصفة السريعة») وأوسيبيت («الجناح السريع»)، [20] [21] وأضاف فيرجيل سيلينو («الظلام») كثالث. هوميروس يذكر واحد فقط بالاسم، بودارج؛(، المعروفة أيضا باسم سيلينو)، التي كانت متزوجة من زيفيروس، وأنجبت خيول أخيل(زانثوس وباليوس).
| جدول مقارنة لأسماء وعائلة الهاربيات وفقا لمصادر مختلفة | جدول مقارنة لأسماء وعائلة الهاربيات وفقا لمصادر مختلفة | جدول مقارنة لأسماء وعائلة الهاربيات وفقا لمصادر مختلفة | جدول مقارنة لأسماء وعائلة الهاربيات وفقا لمصادر مختلفة | جدول مقارنة لأسماء وعائلة الهاربيات وفقا لمصادر مختلفة | جدول مقارنة لأسماء وعائلة الهاربيات وفقا لمصادر مختلفة | جدول مقارنة لأسماء وعائلة الهاربيات وفقا لمصادر مختلفة | جدول مقارنة لأسماء وعائلة الهاربيات وفقا لمصادر مختلفة | جدول مقارنة لأسماء وعائلة الهاربيات وفقا لمصادر مختلفة | جدول مقارنة لأسماء وعائلة الهاربيات وفقا لمصادر مختلفة | جدول مقارنة لأسماء وعائلة الهاربيات وفقا لمصادر مختلفة |
| الاسم والعلاقة                                         | هسيود                                                  | هوميروس                                                | Stesichorus                                            | فيرجيل                                                 | Valerius                                               | Apollodorus                                            | Hyginus                                                | Nonnus                                                 | Quintus                                                | Servius                                                |
| ------------------------------------------------------ | ------------------------------------------------------ | ------------------------------------------------------ | ------------------------------------------------------ | ------------------------------------------------------ | ------------------------------------------------------ | ------------------------------------------------------ | ------------------------------------------------------ | ------------------------------------------------------ | ------------------------------------------------------ | ------------------------------------------------------ |
| الآباء                                                 | Thaumas and Electra                                    | لم يذكر                                                | لم يذكر                                                | لم يذكر                                                | Typhoeus                                               | Thaumas and Electra                                    | Thaumas and Electra or Ozomene                         | لم يذكر                                                | لم يذكر                                                | Pontus and Gaea or Poseidon                            |
| الأسماء                                                | Aello                                                  | Podarge                                                | Podarge                                                |                                                        | لم يذكر                                                | Aello or Nicothoe                                      | Aellopus or Podarce                                    | Aellopos                                               | Podarge                                                | لم يذكر                                                |
| الأسماء                                                | Ocypete                                                |                                                        |                                                        |                                                        | لم يذكر                                                | Ocypete, Ocythoe or Ocypode                            | Ocypete                                                | -                                                      |                                                        | لم يذكر                                                |
| الأسماء                                                |                                                        |                                                        | Celaeno                                                |                                                        | لم يذكر                                                | Celaeno                                                |                                                        |                                                        |                                                        | لم يذكر                                                |
| زوج                                                    | -                                                      | Zephyrus                                               | لم يذكر                                                | -                                                      | -                                                      | -                                                      | -                                                      | Boreas                                                 | Zephyrus                                               | -                                                      |
| ذرية                                                   | -                                                      | Balius and Xanthus                                     | Phlogeus and Harpagos                                  | -                                                      | -                                                      | -                                                      | -                                                      | Xanthus and Podarkes                                   | Balius and Xanthus; Arion                              | -                                                      |

## معاقبة فينوس

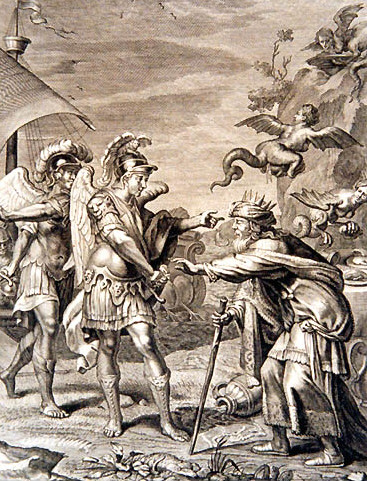
كاليس وزيتس بعد القضاء علي الهاربيات
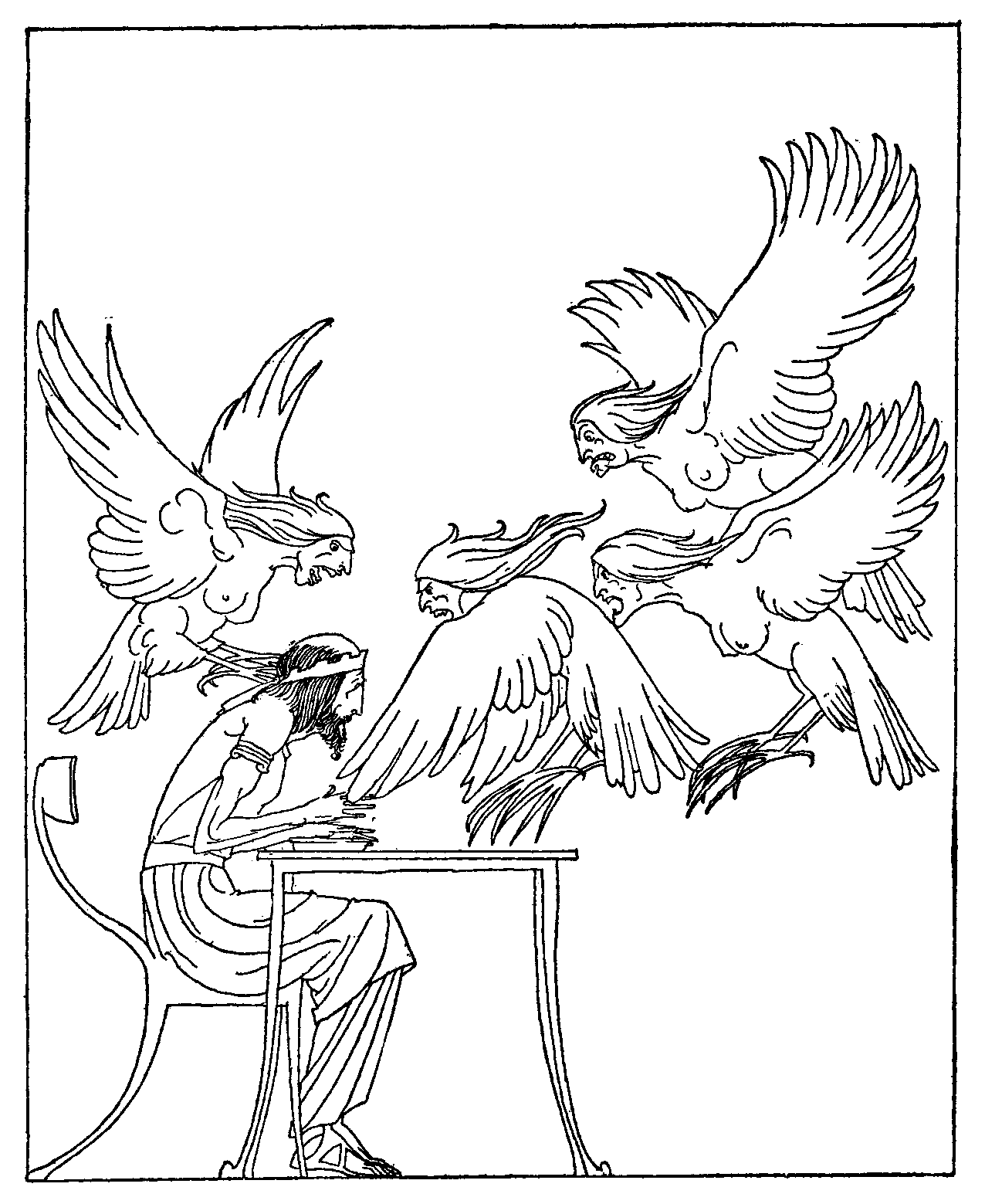
طيور الهاربيات تسرق الطعام من فينوس
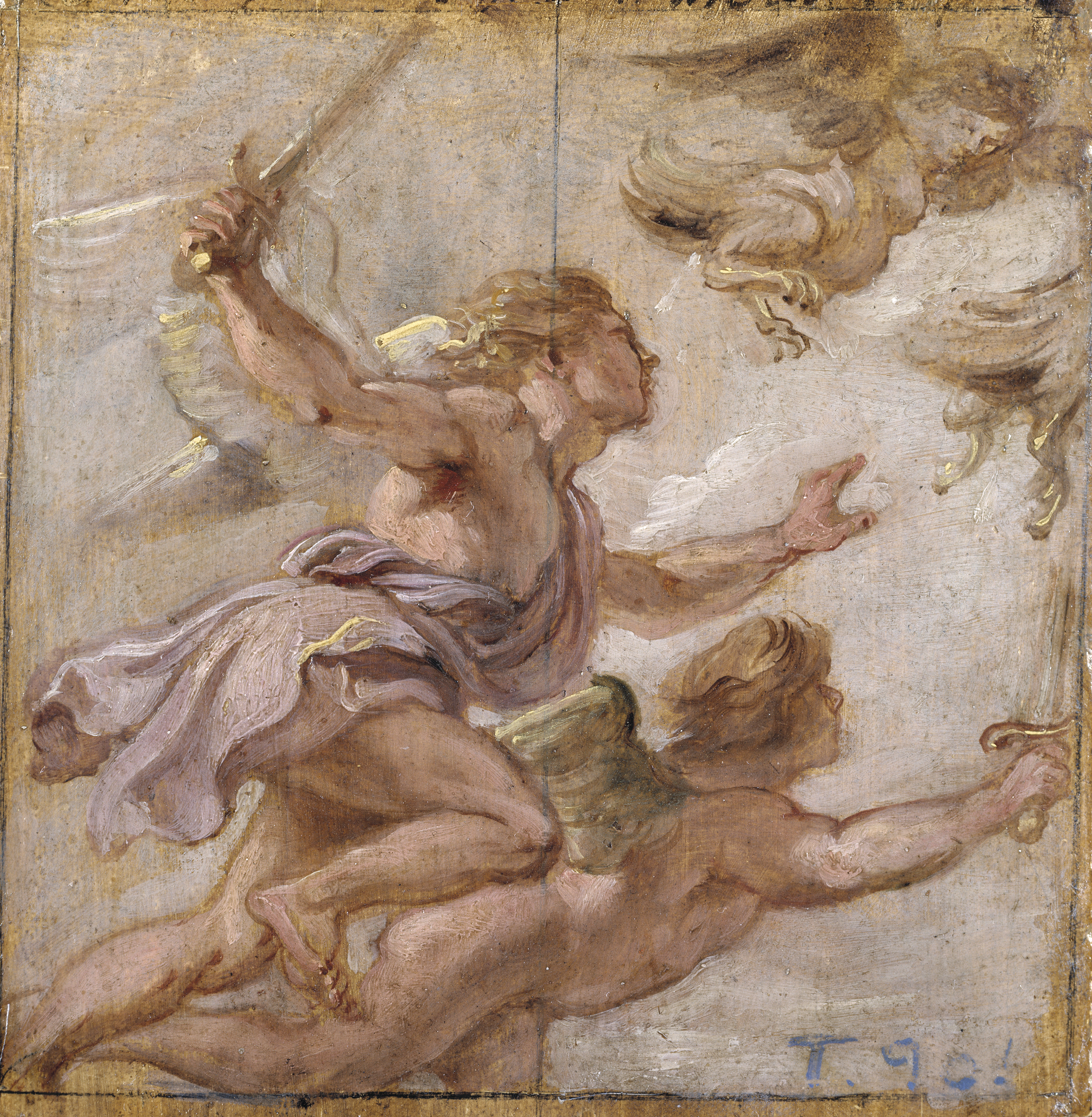

أعطى أبولو هدية النبوءة (معرفة المستقبل) للملك فينوس ملك تراقيا، الذي استخدمها للكشف عن خطة سرية للإلهة. عندئذ غضبت الآلهة، لأنه استغل الهبة التي منحتها له استغلالا سيئا، أرادت آلآلهة معقابة فينوس لأنه كشف المستقبل للشعب فأصابته بالعمى ووضعته علي جزيرة حيث كان هناك الكثير من الطعام؛ ومع ذلك، فإن فينوس لم يستطع أن يأكل أي شيء، فكلما حاول الملك العجوز الأعمى تناول الطعام، كانت تنقض عليه طيور عظيمة تدعى هاربيز تخطف الطعام بعيدا عن مأدبة الملك قبل أن يرضي جوعه، والقليل من الطعام الذي تركوه خلفهم كان نتن بشده بحيث لايمكن لأحد لمسه فكان عقابه الجوع الأبدي استمر هذا حتى وصول جاسون وأرغوناوتس، تم إعداد مأدبة، وبمجرد وصول الهاربيات بوريدس (زيتيس وكاليس)، أبناء بورياس،(إله الرياح الشمالية) الذين يستطيعون الطيران أيضا نجحوا في دفع الوحوش بعيدا حتي أكارناينا ولكن لم يقتلوهم بناء على طلب من إلهة قوس قزح، إيريس 
وعادت (كلاب زيوس العظيمة) إلي كهفهم في في جزيرة كريت.(نهاية الأسطورة تختلف وفقا للمؤلفين)

## هاربي في العالم المعاصر
- غالبا ما يستخدم هذا المصطلح مجازا للإشارة إلى امرأة سيئة أو مزعجة على سبيل المثال، في مسرحية شكسبير (جعجعة بلا طحن) يقترب بنديكت ويسأل الأمير دون بيدرو (هل تتنازل وترسلني في مهمة؟ اني أفضل القيام بأية مهمة مستحيلة علي أن أسمع حديث هذه المراة الهاربي)
- نسر هاربي هو طائر حقيقي سمي علي الحيوان الأسطوري.

## روابط خارجية
- الموسوعة العربية العالمية
- http://www.theoi.com/Pontios/Harpyiai.html
- http://www.greek-gods.info/monsters/harpies/
- https://www.greekmythology.com/Myths/Monsters/Harpies/harpies.html
- http://www.crystalinks.com/harpies.html
- https://greekgodsandgoddesses.net/myths/harpies/
- Harpy
- https://books.google.com.eg/books/about/A_Dictionary_of_Greek_and_Roman_Biograph.html?id=R6c_AAAAYAAJ&printsec=frontcover&source=kp_read_button&redir_esc=y#v=onepage&q&f=false
- http://www.maicar.com/GML/Phineus2.html
- http://mythologian.net/harpy/